# 文德镇
文德镇，是中华人民共和国河北省保定市曲阳县下辖的一个乡镇级行政单位。

## 行政区划
文德镇下辖以下地区：
文德北村、文德东村、文德西村、东河流村、中河流村、东诸候村、西诸候村、砂道村、穆台北村、王台北村、申台北村、刘堡内村、牛堡内村、南洪德村、北洪德村、西流德村、东流德村、慈顺村和杜村。